# Calamotropha schonnmanni
Calamotropha schonnmanni là một loài bướm đêm trong họ Crambidae.